# サンリオキャラクターズ ファンタジーシアター
『サンリオキャラクターズ ファンタジーシアター』は、セガゲームスより配信されていたスマートフォン用ゲームアプリ。2016年1月29日にサービスが開始され、同年11月30日をもってサービスを終了した。基本プレイ無料（アイテム課金制）。

## 概要
セガとサンリオの共同プロデュースによる、サンリオキャラクターたちが出演するファンタジーシアターを舞台に繰り広げられるパズルゲーム。CMでは、松井愛莉も出演した。また、プレスではガラスの靴も履いた。

## 登場するお話
- 三年寝太郎
- 親指姫
- シンデレラ

など。